# Izatha churtoni
Izatha churtoni là một loài bướm đêm thuộc họ Oecophoridae. Nó là loài đặc hữu của New Zealand, ở đó nó is widespread in the North Island.
Sải cánh dài 18–31.5 mm đối với con đực và 24.5–30 mm đối với con cái. Con trưởng thành bay từ tháng 10 đến tháng 2.
Larvae have been recorded in dead branches của Coriaria arborea. One specimen was reared from a larva in
dead Fuchsia excorticata. Further rearing records are from dead wood của Alnus rubra, Quercus species and Pittosporum tenuifolium.